# Peter Wieselgren
Peter Jonasson Wieselgren (1. oktober 1800 i Småland – 10. oktober 1877 i Göteborg) var en svensk præst, afholdsforkæmper, biograf og litteratur- og kulturhistoriker. Han var fader til Harald Wieselgren og Sigfrid Wieselgren.
Som kulturhistoriker hævdede Wieselgren, at Homers Troja var det samme som Hönshylteskans i Småland. 29. februar 1836 blev han medlem af Det kongelige danske Selskab for Fædrelandets Historie.
Wieselgrensplatsen i Göteborg er opkaldt efter Peter Wieselgren.